# Staré Město pod Landštejnem
Staré Město pod Landštejnem é uma comuna checa localizada na região da Boêmia do Sul, distrito de Jindřichův Hradec.